# Lissington
Lissington är en by och civil parish som ligger omkring fyra km söder om Market Rasen och fyra kilometer norr om Wragby, West Lindsey, Lincolnshire, England. Byn nämndes i Domedagsboken (Domesday Book) år 1086, och kallades då Lessintone. Byn har en kyrka som uppfördes 1796 och restaurerades 1895 och 1925. Orten har 138 invånare.